# Calígula (pel·lícula)
Calígula és una pel·lícula de drama històric eròtic del 1979 centrada en l'ascens i la caiguda de l'emperador romà homònim Calígula. La pel·lícula és protagonitzada per Malcolm McDowell al paper principal, al costat de Teresa Ann Savoy, Helen Mirren, Peter O'Toole, John Steiner i John Gielgud. Bob Guccione, el fundador de la revista Penthouse, va ser-ne el productor.

## Història
Guccione va tenir la iniciativa de produir una série de llargmetratges eròtics amb alts valors de producció i actors de renom. El reconegut escriptor Gore Vidal va ser contactat per donar un argument per a una pel·lícula i el va basar en el controvertit emperador romà Calígula. Va produir un esborrany de guió sota el títol provisional Gore Vidal's Caligula.
El director del film, Tinto Brass, però, va alterar àmpliament el guió original, el que va portar Vidal a desautoritzar la pel·lícula. El guió final se centra en la idea que "el poder absolut corromp absolutament".
Tant Brass com Vidal estaven en desacord amb la idea de  Guccione d'incloure escenes sexuals no simulades, que Brass es va negar a filmar. Com que els productors no van permetre que Brass edités la pel·lícula, van canviar-ne el to i l'estil de manera significativa i van afegir escenes de sexe hardcore no filmades per Brass, convertint així Caligula en un drama eròtic amb Penthouse Pets com a extres a escenes de sexe no simulat filmades durant la postproducció per Guccione i Giancarlo Lui. Aquesta versió, estrenada als cinemes italians el 1979 i als cinemes americans l'any següent, no va tenir en compte les intencions del director de presentar la pel·lícula com una sàtira política. Com a resultat, Brass també va desautoritzar la pel·lícula.

## Versions
D'aquesta cinta n'existeixen dues versions bàsiques: l'original del productor Tinto Brass, més o menys atrevida, però apta per a sales comercials, i la versió sense censura, distribuïda pel productor Bob Guccione, que hi inclou escenes de sexe lèsbic i fins i tot incest.
L'estrena de Caligula es va enfrontar amb problemes legals i controvèrsies pel seu contingut violent i sexual. Es van estrenar múltiples versions censurades arreu del món, mentre que la seva forma sense tallar continua prohibida a diversos països. Tanmateix, la pel·lícula es considera un clàssic de culte amb un mèrit significatiu pel seu contingut polític i la seva representació històrica.
El guió es va adaptar posteriorment en una novel·lació escrita per William Johnston sota el pseudònim de William Howard. El 2018, Penthouse va anunciar que Alexander Tuschinski estava editant un nou Director's Cut de la pel·lícula, amb l'aprovació de la família de Brass. No s'ha confirmat cap data de llançament per aquesta versió. El 2020, es va anunciar que s'estrenaria una altra versió de la pel·lícula a la tardor d'aquell any, editada per E. Elias Merhige per seguir més de prop el guió original de Gore Vidal en comptes de la visió de Tinto Brass o Bob Guccione.

## Argument
Calígula és el jove hereu al tron del seu besoncle, l'emperador Tiberi. Un matí, una merla vola a la seva habitació; Calígula considera que això és un mal presagi. Poc després, un dels caps de la Guàrdia Pretoriana, Nevi Sertori Macró, diu a Calígula que Tiberi demana la seva presència immediata a Capri, on l'emperador viu amb el seu amic Nerva, el seu nebot ximple Claudi, i el fill adoptiu de Calígula (nét de Tiberi) Bessó. Tement l'assassinat, Calígula té por de marxar, però la seva germana i amant Drusil·la el persuadeix perquè hi vagi.
A Capri, Calígula descobreix que Tiberi s'ha depravat, mostra signes de malalties venèries avançades, i amarg amb Roma i la política. A Tiberi li agrada nedar amb joves nus i veure espectacles sexuals degradants que inclouen persones i animals deformats. Calígula observa amb fascinació i horror. Les tensions augmenten quan Tiberi intenta enverinar Calígula davant Bessó. Nerva se suïcida i Calígula intenta matar Tiberi però perd els nervis. Demostrant la seva lleialtat a Calígula, Macró mata Tiberi amb Bessó com a testimoni.
Després de la mort i l'enterrament de Tiberi, Calígula és proclamat nou emperador, després proclama Drusil·la com el seu igual, amb aparent disgust del Senat romà. Drusil·lla, temorosa de la influència de Macró, persuadeix Calígula perquè es desfaci d'ell. Calígula organitza un judici simulat en el qual Bessó és intimidat perquè testifiqui que Macró va assassinar Tiberi, després desterra de Roma la dona de Macró, Énnia. Després que Macró sigui executat en un horrible joc públic, Calígula nomena l'antic conseller de Tiberi, Longinus, com el seu assistent personal mentre declara el dòcil senador Gai Cassi Quèrees com el nou cap de la Guàrdia Pretoriana.
Drusil·la intenta trobar a Calígula una dona entre les sacerdotesses de la deessa Isis, el culte que practiquen en secret. Calígula vol casar-se amb Drusil·la, però ella insisteix que no es poden casar perquè és la seva germana. En canvi, Calígula es casa amb Cesònia, una sacerdotessa i notòria cortesana, després que ella li doni un hereu. Drusil·la recolza el seu matrimoni de mala gana. Mentrestant, malgrat la popularitat de Calígula entre les masses, el Senat expressa la seva desaprovació pel que inicialment semblen excentricitats lleugeres. Aspectes més foscos de la personalitat de Calígula sorgeixen quan viola els nuvis el dia del seu casament en un petit atac de gelosia i ordena l'execució de Bessó per provocar una reacció de Drusil·la.
Després de descobrir que Cesònia està embarassada, Calígula pateix febre forta. Drusil·la el cuida per recuperar-lo. Quan es recupera completament, Cesònia li dona una filla, Júlia Drusil·la. Durant la celebració, Drusil·la s'ensorra amb la mateixa febre que va patir. Poc després, Calígula rep un altre mal presagi en forma de merla. Malgrat la seva desesperada pregària a Isis, Drusil·la mor de febre. Inicialment incapaç d'acceptar la seva mort, Calígula pateix un atac nerviós i arrasa pel palau, destruint una estàtua d'Isis mentre agafava el cos de Drusil·la.
Ara en una profunda depressió, Calígula recorre els carrers romans disfressat de captaire; provoca una pertorbació després de veure una actuació d'aficionats burlant-se de la seva relació amb Drusil·la. Després d'una breu estada en una presó de la ciutat, Calígula es proclama déu i es decideix a destruir la classe senatorial, que ha arribat a odiar. El nou regnat que lidera esdevé una sèrie d'humiliacions contra els fonaments de Roma les dones dels senadors es veuen obligades a treballar al servei de l'estat com a prostitutes, se'ls confisquen finques, es profana l'antiga religió i es fa servir l'exèrcit per embarcar-se en una simulada invasió de Gran Bretanya. Incapaç de tolerar més les seves accions, Longinus conspira amb Quèrees per assassinar Calígula.
Calígula entra al seu dormitori on l'espera una Cesònia nerviosa. Apareix una altra merla però només la Cesònia li té por. L'endemà al matí, després d'assajar una obra egípcia, Calígula i la seva família són atacats en un cop d'estat encapçalat per Quèrees. Cesònia i Júlia són assassinades, i Quèrees clava l'espasa a Calígula a l'estómac. Amb el seu darrer alè, l'emperador gemega desafiant "Visc!" mentre Calígula i els cossos de la seva família són llançats per les escales de l'estadi i la seva sang es renta del terra de marbre. Claudi és testimoni de tota la prova i s'horroritza fins i tot després de ser proclamat emperador per la Guàrdia Pretoriana.

## Repartiment
- Malcolm McDowell com Calígula
- Teresa Ann Savoy com Drusil·la
- Guido Mannari com Macró
  - Patrick Allen com Macro (doblatge en anglès) (no acreditat)[10]
- John Gielgud com Nerva
- Peter O'Toole com Tiberi
- Giancarlo Badessi com Claudi
- Bruno Brive com Bessó
- Adriana Asti com Ènnia
- Leopoldo Trieste com Caricles
- Paolo Bonacelli com Gai Cassi Quèrees
  - Joss Ackland com Gai Cassi Quèrees (doblatge en anglès) (no acreditat)
- John Steiner com Longinus
- Mirella Dangelo com Livil·la
- Helen Mirren com Cesònia
- Richard Parets com Mnèster
- Paula Mitchell com cantant Subura
- Osiride Pevarello com Gegant
- Donato Placido com Pròcul
- Anneka Di Lorenzo com Messalina
- Lori Wagner com Agripina
- Valerie Rae Clark com a treballadora del bordell imperial
- Susanne Saxon com a treballadora del bordell imperial
- Jane Hargrave com a treballadora del bordell imperial
- Carolyn Patsis com a treballadora del bordell imperial
- Bonnie Dee Wilson com a treballadora del bordell imperial
- Davide com el cavall de Calígula (no acreditat)

## Producció

### Desenvolupament

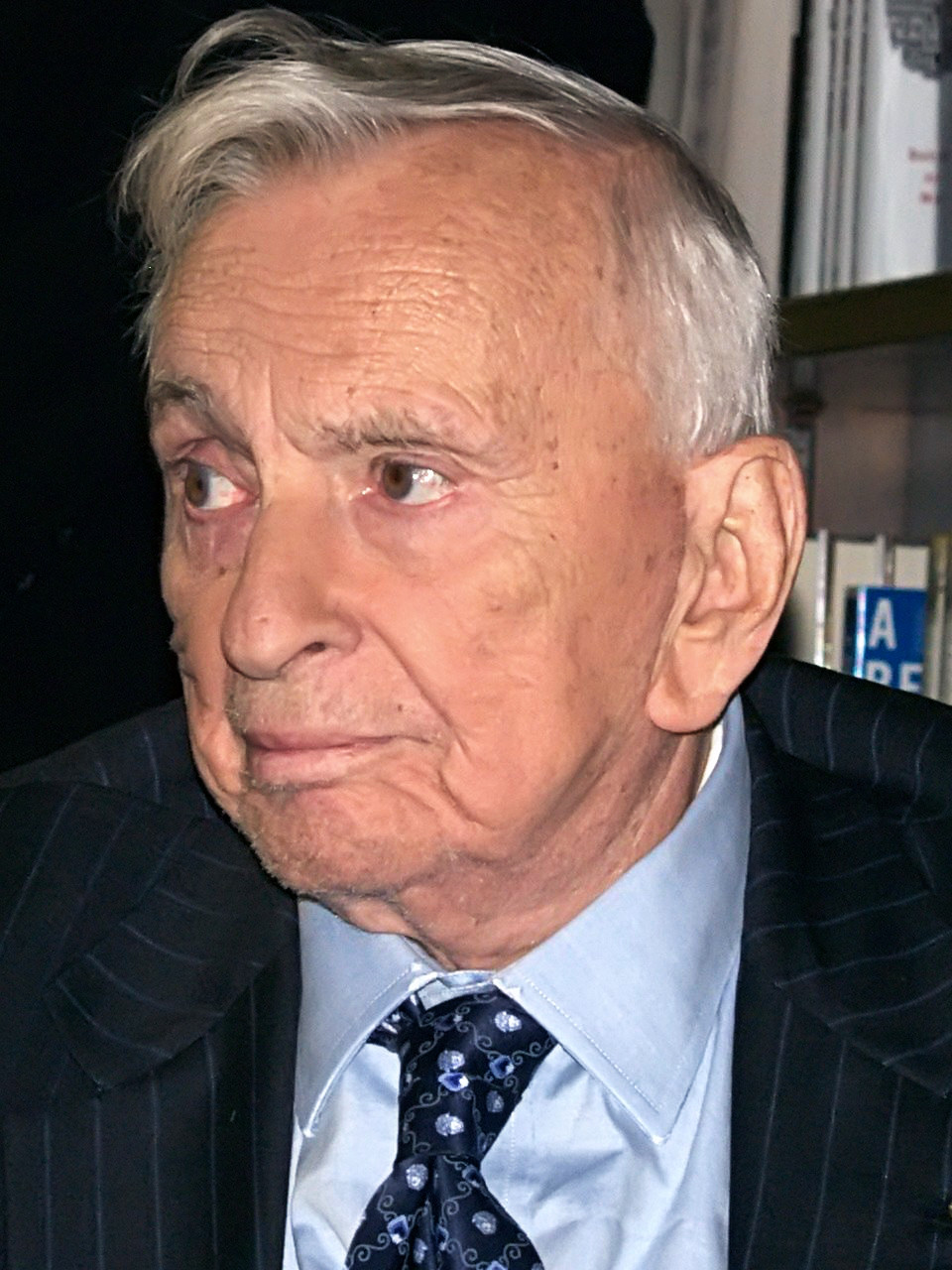
Gore Vidal va rebre 200.000 dòlars per escriure el guió de Caligula. Finalment, la pel·lícula no va acreditar cap guionista oficial, només que va ser "adaptada d'un guió" de Vidal.

La revista masculina Penthouse feia temps que participava en el finançament de pel·lícules, ajudant a invertir en pel·lícules fetes per altres estudis, com ara Chinatown, The Longest Yard i El dia de la llagosta, però mai havia produït un pel·lícula per si sola. El fundador de la revista Bob Guccione volia produir una pel·lícula per a adults explícita dins d'una narrativa de llargmetratge que tingués alts valors de producció; va decidir produir una pel·lícula sobre l'ascens i la caiguda de l'emperador romà Calígula. El desenvolupament va començar amb el productor Franco Rossellini, nebot del cineasta Roberto Rossellini. Lina Wertmüller va escriure un guió, però Guccione va rebutjar el guió de Wertmüller i va pagar a Gore Vidal per escriure un nou guió. El guió de Vidal tenia un fort enfocament sobre l'homosexualitat, la qual cosa va portar Guccione a exigir reescriptures per reduir el contingut homosexual per a un públic més ampli. A Guccione li preocupava que el guió de Vidal contingués diverses escenes de sexe homosexual i només una escena de sexe heterosexual, que era entre Calígula i la seva germana Drusilla. Gore Vidal va rebre 200.000 euros pel seu guió, que es titulava Gore Vidal's Caligula.
Els decorats elaborats van ser construïts pel dissenyador de producció Danilo Donati, que també va dissenyar el vestuari, les joies, els pentinats, les perruques i el maquillatge de la pel·lícula. Es van escollir diversos actors principals, Guccione tenia la intenció de fer una pel·lícula que creia, com Ciutadà Kane, seria una fita en la història del cinema. Guccione va oferir funcions de direcció a John Huston i Lina Wertmüller, ambdós van rebutjar la pel·lícula. Després de veure escenes de la pel·lícula Saló Kitty, Guccione va acceptar dinar amb el director d'aquella pel·lícula Tinto Brass, creient que Brass seria la persona ideal per dirigir Caligula. Brass tenia la reputació de ser difícil de tractar als platós de pel·lícula, però Guccione pensava que l'abast èpic de la pel·lícula "mantindria [Brass] a ratlla" i que Brass entenia prou el concepte de la pel·lícula per dirigir-la. Brass va descriure el guió de Vidal com "el treball d'un arterioescleròtic envellit" i va acceptar dirigir només si se li permetia reescriure el guió de Vidal. El guió de Brass va ampliar el contingut sexual per incloure orgies, decoracions fàl·liques i molta nuesa femenina. Pretenia fer "una epopeia sobre l'orgia del poder, no sobre el poder de l'orgia". Guccione va dir que les reescriptures de Brass es van fer per necessitat de la narrativa visual de la pel·lícula i no van alterar el diàleg ni el contingut.
En una entrevista a la revista Time, Vidal va dir que en la producció cinematogràfica, els directors eren "paràsits" i l'autor d'una pel·lícula n'era el guionista; en resposta, Brass va exigir la retirada de Vidal del plató i Guccione va acceptar. Guccione va considerar que la pel·lícula era un "esforç col·lectiu, que implicava l'aportació d'un gran nombre d'artistes i artesans", i el director havia de liderar un "esforç d'equip". Vidal va presentar una disputa contractual sobre la pel·lícula a causa de les reescriptures de Brass; Guccione va dir que Vidal havia exigir el 10% dels beneficis de la pel·lícula, que Vidal va dir que no era el cas. Vidal es va distanciar de la producció, titllant Brass de "megalòman". Brass va declarar públicament: "Si mai m'enfado de debò amb Gore Vidal, publicaré el seu guió". El nom de Vidal va ser eliminat del títol de la pel·lícula; els crèdits es van canviar per indicar que la pel·lícula va ser "adaptada d'un guió de Gore Vidal", no acreditant cap guionista oficial. Guccione va dir, "La feina de Gore s'ha acabat bàsicament i la de Tinto estava a punt de començar".

#### Temes i significat
De què li servirà un home guanyar el món sencer si perd la seva pròpia ànima?  
El tema principal de la pel·lícula és "el poder absolut corromp absolutament". El guió de Vidal presentava a Calígula com un home bo portat a la bogeria pel poder absolut; El guió de Brass imaginava Calígula com un "monstre nascut". A The Encyclopedia of Epic Films, l'autor Djoymi Baker descriu el guió de Brass com "un antièpic amb un antiheroi, en un camí de descendència autoinfligida i antisocial". Guccione va dir que aquest esborrany final era més violent que sexual, afirmant: "Crec que la pel·lícula és en realitat antieròtica ... en cadascuna de les seves escenes hi trobareu una barreja de gore o violència o alguna altra cosa bastant lletja.".

### Càsting
A Orson Welles se li va oferir inicialment 1 milió de dòlars per interpretar a Tiberi, una xifra que hauria estat el seu sou més alt mai, però es va negar per raons morals quan va llegir el guió. Gore Vidal va expressar la incredulitat que això podria haver estat el cas, ja que pensava que Welles no podria haver retratat Tiberi, però després va recordar que Kenneth Tynan li va comentar en aquell moment que Welles estava "molest" pel guió. Entre els actors reconeguts que van acceptar papers a la pel·lícula hi havia Malcolm McDowell, Helen Mirren, Peter O'Toole i Sir John Gielgud, amb Maria Schneider pel paper de la germana de Calígula, Drusil·la. Schneider es va sentir incòmode en aparèixer nua i en escenes sexuals, i va abandonar la producció per ser substituïda per Teresa Ann Savoy, amb qui Brass havia treballat anteriorment a Saló Kitty. Schneider també havia enfadat Brass cosint les túniques obertes que se suposava que havia de portar a la càmera. A Gielgud també se li va oferir el paper de Tiberi, que va declinar, ja que creia que el guió de Vidal era “pornogràfic”; tanmateix, més tard va acceptar el paper de Nerva. El director Tinto Brass va fer la seva pròpia elecció pels papers de senadors i nobles, inclosos exconvictes, lladres i anarquistes. Guccione va seleccionar Penthouse Pets com a extres femenines en escenes sexuals.

### Filmació

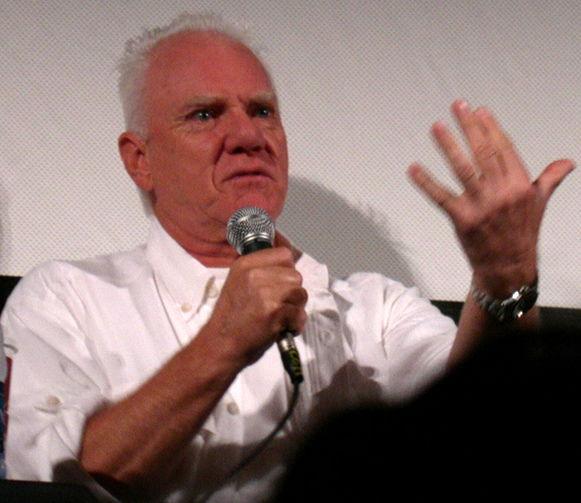
Malcolm McDowell fou seleccinat com a Calígula, un "monstre de naixement" que hi exerceix d'antiheroi.

El rodatge va començar l'any 1976 a Roma. McDowell es va portar bé amb Tinto Brass, mentre que a Peter O'Toole no li va agradar immediatament el director. John Gielgud i Helen Mirren eren indiferents a Brass; finalment van confiar en la seva direcció i es van centrar en les seves pròpies actuacions. O'Toole havia deixat de beure alcohol abans de la filmació, però Guccione va descriure O'Toole com "avorrit per alguna cosa" i va dir que l'actor no va estar sobri durant tot el programa de rodatge.
Durant la producció de la pel·lícula, McDowell va portar membres de la producció a sopar en un restaurant car per celebrar la victòria d'Anglaterra en un partit de futbol contra l'equip italià. Va deixar al coreògraf pagar el dinar, dient que s'havia oblidat de portar prou diners. Al final de la producció, McDowell va regalar a la seva vestidora un penjoll amb el seu nom, però estava mal escrit i ella li va tornar. McDowell li va oferir un anell de segell, un accessori de la pel·lícula. Ella es va negar perquè pertanyia a la productora.
Brass va decidir no centrar-se gaire en els elaborats escenaris de Danilo Donati i va mantenir intencionadament les Penthouse Pets en segon pla durant les escenes de sexe. En canvi, es va centrar en dones a les quals Guccione considerava poc atractives. Brass i Guccione no estaven d'acord sobre l'enfocament del contingut sexual de la pel·lícula; Guccione preferia el contingut sexual no simulat que Brass no volia filmar.

### Post-producció

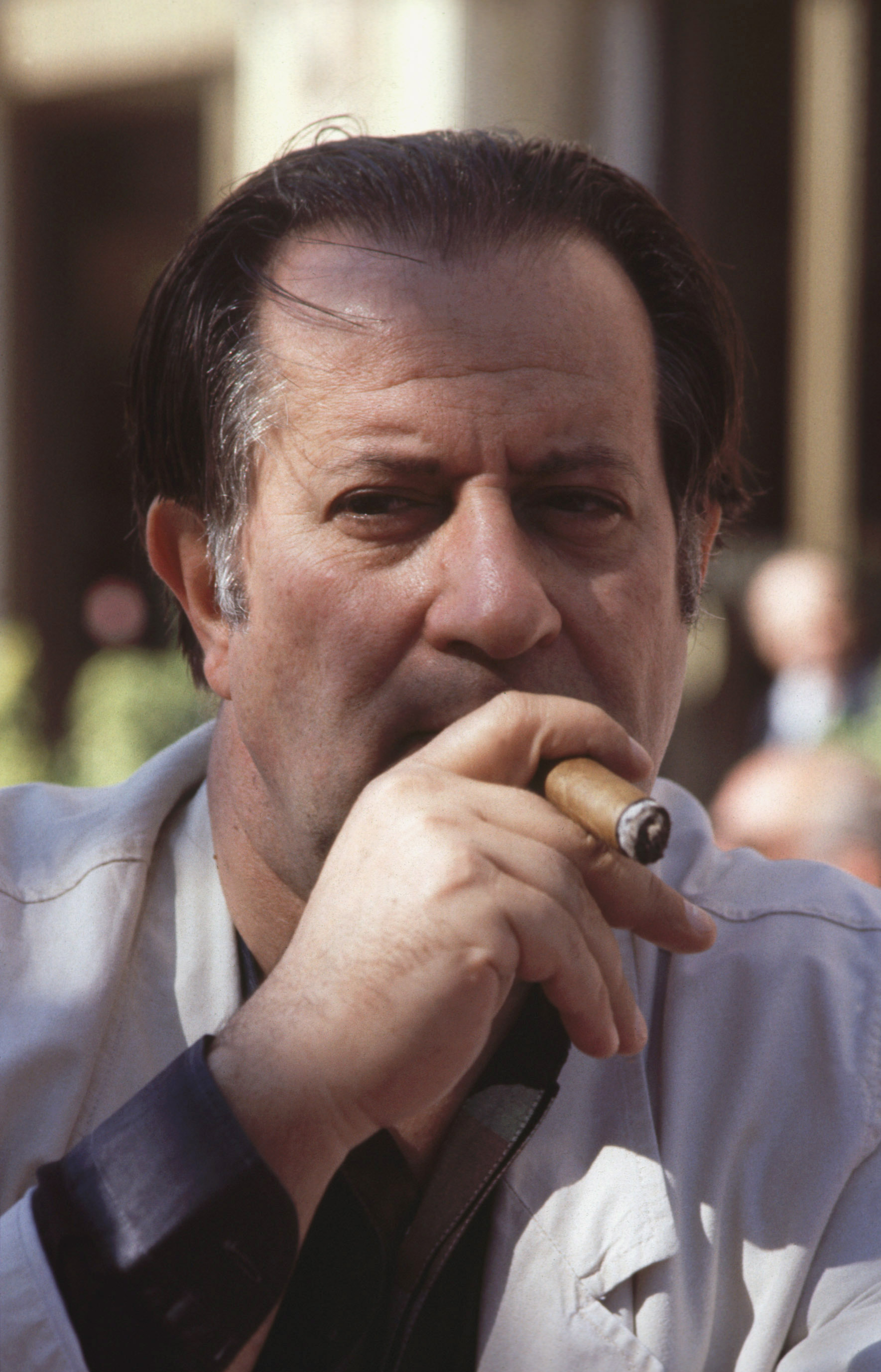
Tinto Brass a exercir com a director de la pel·lícula, però va negar la pel·lícula en la postproducció, i només es va acreditar pel "rodatge".

El rodatge va acabar el 24 de desembre de 1976. Guccione va dir que Brass va rodar prou pel·lícula per "fer 50 vegades la versió original de Ben-Hur". Brass va començar a editar la pel·lícula però no se li va permetre continuar després d'haver editat aproximadament la primera hora. El seu tall aproximat va ser desmuntat i la pel·lícula va ser editada per diversos editors, canviant-ne el to i l'estructura de manera significativa eliminant i reordenant moltes escenes, utilitzant diferents preses, un estil d'edició més lenta i una música diferent a la prevista per Brass.
Unes setmanes després d'haver conclòs el rodatge, Guccione i Giancarlo Lui van tornar a Roma amb algunes Penthouse Pets. Guccione i Lui "van contractar un equip d'esquelets, es van colar de nou als estudis a la nit, arrasant la sala d'accessoris" i van rodar escenes de sexe dur per editar-les a la pel·lícula. Brass finalment va desautoritzar la pel·lícula.
Tot i que hi havia diversos editors a la pel·lícula, els seus noms no van ser acreditats. En canvi, durant els crèdits inicials es dona el crèdit "Editat per la producció".
La pel·lícula estava pensada per l'estrena en anglès, però com molts dels actors/actrius secundaris només parlaven italià, les seves línies havien de ser doblades.
Peter O'Toole es va mostrar reticent a tornar a gravar el seu diàleg en anglès; es va mantenir allunyat dels productors de la pel·lícula, i finalment va acceptar tornar a gravar el seu diàleg.

## Banda sonora
La banda sonora de la pel·lícula va ser escrita per Bruno Nicolai amb el nom de Paul Clemente. Segons Kristopher Spencer, la partitura "és gloriosament dramàtica, capturant tant el atmosfera decadent de l'antiga Roma com la tragèdia retorçada de la seva història real". La partitura també va incloure música d'Aram Khatxaturian (de Espàrtac) i Serguei Prokófiev (de Romeu i Julieta). El novembre de 1980, Guccione va formar Penthouse Records per llançar un àlbum doble amb la banda sonora de Caligula. L'àlbum inclou la partitura de Nicolai i dues versions, una en un estil disco, d'un tema amorós titulat "We Are One", que no va aparèixer a la pel·lícula.

### Llista de cançons
| 1. | «We Are One (Caligula Love Theme)» | Lydia Van Huston | 3:18 |

| 1. | «We Are One (Caligula Love Theme Dance Version)» | Lydia Van Huston | 4:33 |

| 1. | «Wood Sequence (Intro/Spartacus/Romeo & Juliet)» | 4:20 |
| 2. | «Caligula & Ennia (Anfitrione)»                  | 1:52 |
| 3. | «Caligula's Dance (Marziale)»                    | 1:20 |
| 4. | «Drusilla's Bedroom (Spartacus)»                 | 0:55 |
| 5. | «Isis Pool (Oblio)»                              | 4:15 |
| 6. | «Livia/Proculus Wedding (Movimento)»             | 3:37 |
| 7. | «Caesonia's Dance (Primitivo)»                   | 1:25 |

| 1. | «Drusilla's Death - Main Theme (Spartacus)» | 5:48 |
| 2. | «Orgy On Ship (Cinderella/Midnight Waltz)»  | 1:52 |
| 3. | «Orgy On Ship - Part II (Orgia)»            | 2:28 |
| 4. | «Battle Of Britain (Spartan War)»           | 1:26 |
| 5. | «Play/Stadium (Equiziana)»                  | 2:47 |
| 6. | «Caligula's Death (Romeo & Juliet)»         | 3:32 |
| 7. | «Reprise (Spartacus [Main Theme])»          | 0:45 |

## Estrena

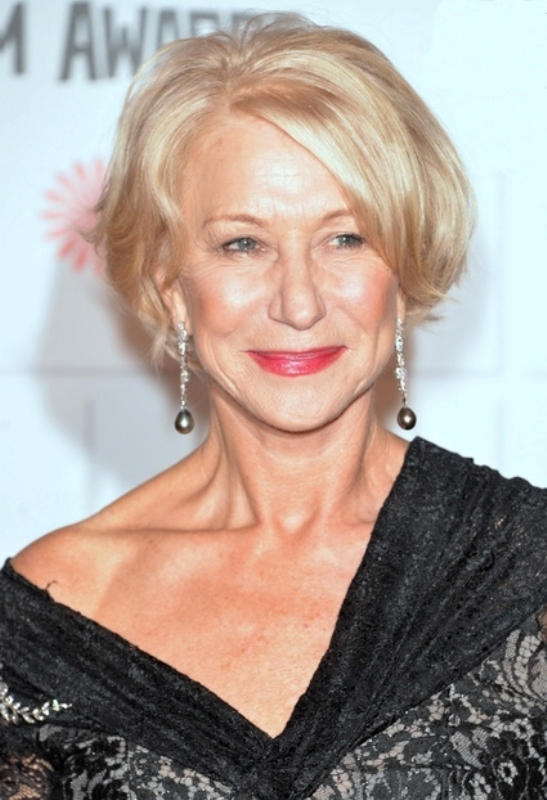
Helen Mirren va ser elegida com a Cesònia, esposa de Calígula. Mirren va descriure la pel·lícula com una "barreja irresistible d'art i genitals".

Una versió editada de la pel·lícula va tenir una estrena limitada a una petita ciutat prop de Forlì abans d'estrenar-se a Roma el diumenge 11 de novembre de 1979. A Roma, va ser la pel·lícula més taquillera del cap de setmana, amb una recaptació de 59.950 dòlars en 6 sales. La pel·lícula va ser confiscada per la policia italiana el 15 de novembre per orde del pubblico ministero qualificant moltes escenes de la pel·lícula de "flagrantament obscenes".
Als Estats Units, Guccione es va negar a presentar Caligula a l'MPAA perquè no volia que la pel·lícula rebés una qualificació ni tan sols X que considerava "degradant". En lloc d'això, Guccione va aplicar la seva pròpia qualificació de "Audència madura" a la pel·lícula, donant instruccions als propietaris de sales que no admetin cap menor de 18 anys. La pel·lícula es va estrenar als Estats Units l'1 de febrer de 1980, al Trans Lux East Theatre, que Guccione havia llogat exclusivament per projectar la pel·lícula; va canviar el nom del teatre a Penthouse East.
En lloc de llogar còpies als expositors, el distribuïdor va llogar sales especialitzades en pel·lícules estrangeres i d'art amb la finalitat de projectar exclusivament Caligula per tal de mantenir la pel·lícula fora de les sales que projectaven pel·lícules pornogràfiques. El 1981, la Junta de Censors del Brasil va aprovar l'establiment de sales especials per projectar Ai no korīda i Caligula perquè eren èxits de taquilla internacionals.
Caligula va recaptar 23 milions de dòlars a les taquilles. La pel·lícula va ser un èxit de taquilla a França, Alemanya, Suïssa, Bèlgica, els Països Baixos i el Japó. El 1981 es va publicar una versió amb classificació R de 105 minuts sense material sexual explícit
El guió va ser adaptat a una novel·lació escrita per William Johnston sota el pseudònim de William Howard.

## Problemes legals
L'any 1979, quan Guccione va intentar importar el metratge de la pel·lícula als Estats Units, els funcionaris de duanes se'n van apoderar. Els funcionaris federals no van declarar que la pel·lícula fos obscena. Quan la pel·lícula es va estrenar a la ciutat de Nova York, l'organització antipornografia Morality in Media va presentar sense èxit una demanda contra aquests funcionaris federals.
A Boston, les autoritats es van apoderar de la pel·lícula. Penthouse va emprendre accions legals, en part perquè Guccione pensava que els desafiaments legals i les controvèrsies morals proporcionarien "el tipus de cobertura de [màrqueting] que els diners mai comprarien". Penthouse va guanyar el cas quan la Cort municipal de Boston va decidir que Caligula havia passat la prova de Miller i no era obscena. Tot i que el jutge de Boston va dir que la pel·lícula "manca de valor artístic i científic" a causa de la seva representació del sexe i va considerar que "[apel·la] a interessos lascivants", també va dir que la representació de la pel·lícula de l'antiga Roma contenia valors polítics que permeten passar la prova de Miller en la seva representació de la corrupció a l'antiga Roma, que dramatitzava el tema polític que "el poder absolut corromp absolutament". Un fiscal de districte de Madison (Wisconsin) va rebutjar la sol·licitud d'un croat anti-pornografia per evitar l'estrena de Caligula sobre la base que "les parts més ofensives de la pel·lícula són les que representen explícitament conductes violentes, i no sexuals, que no estan de cap manera prohibides per la llei penal."
Els fiscals d'Atlanta van amenaçar amb accions legals si la pel·lícula s'havia de projectar a la ciutat, però els experts van declarar al tribunal en nom de la pel·lícula i Atlanta també va declarar que la pel·lícula no era obscena. Citizens for Decency through Law, un grup de vigilància privat que va protestar contra les pel·lícules que considerava immorals, va intentar impedir l'exhibició de la pel·lícula a Fairlawn (Ohio), amb l'argument que seria una "molèstia pública", instant Penthouse a retirar-hi la pel·lícula de l'exhibició per evitar un altre judici. L'advocat de CDL va desaconsellar intentar processar Penthouse per obscenitat i, en canvi, va recomanar un procés civil, perquè la pel·lícula no es presentaria contra la prova de Miller. L'advocat de Penthouse va descriure els esdeveniments de Fairlawn com a impulsats per la moralitat conservadora reforçada per la victòria presidencial de Ronald Reagan, afirmant: "Aparentment, aquests extremistes han interpretat un canvi per part de l'administració com a una crida clara d'un mandat per encadenar la ment del públic de nou." La pel·lícula sense tallar va rebre un certificat pel British Board of Film Classification el 2008. La pel·lícula va ser prohibida a Austràlia, on continuava prohibida en la seva forma sense tallar el 2014.
El 1981 Anneka Di Lorenzo, que interpretava a Messalina, va demandar Guccione al·legant assetjament sexual. El 1990, després d'un llarg litigi, un tribunal de l'estat de Nova York li va concedir 60.000 dòlars en danys compensatoris i 4 milions de dòlars en danys punitius. En apel·lació, el tribunal va anul·lar la sentència, dictaminant que la llei que regula el cas no permetia els danys punitius.

## Recepció

### Revisions contemporànies

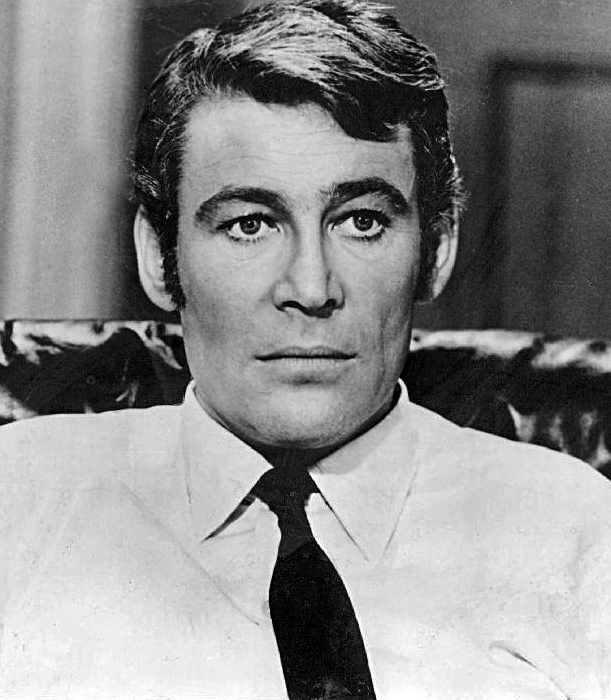
Peter O'Toole interpretava Tiberi a la pel·lícula, un paper que originalment es va oferir a John Gielgud.

Caligula va rebre crítiques generalment negatives. Roger Ebert li va donar zero estrelles, titllant-la d'"escombraries repugnants, absolutament sense valor i vergonya". Ebert va escriure: "En les dues hores d'aquesta pel·lícula que vaig veure, no hi va haver escenes d'alegria, plaer natural o bona alegria sensual. En canvi, hi va haver una excursió nauseabunda a les fantasies baixes i tristes." També destaca per ser una de les poques pel·lícules de les quals Ebert va sortir de la projecció abans d'acabar: va aguantar 2 hores dels seus 170 minuts de durada després de sentir-se "disgustat i indescriptiblement deprimit". Ell i Gene Siskel van seleccionar la pel·lícula com un dels seus "gossos de l'any" en un episodi de 1980 de Sneak Previews. Hank Werba de Variety va descriure la pel·lícula com un "holocaust moral" a la seva ressenya. Rex Reed va titllar Caligula "un abeurador de líquid podrit". Jay Scott, revisant Caligula per The Globe and Mail, va dir, "Caligula realment no funciona a cap nivell". Scott va comparar desfavorablement Caligula amb Ai no korīda, descrivint aquesta darrera pel·lícula com que fa un millor tractament de la sexualitat extrema. La ressenya de Scott va continuar dient: "Roma semblaria ser almenys un territori tan fecund per a l'exploració cinematogràfica del sexe, la mort i els diners, com el Japó d'abans de la guerra... . però el que falta a Caligula, que està ple de tots tres, és qualsevol teixit connectiu (també qualsevol punt de vista, qualsevol pensament, qualsevol significat)". Scott va concloure la seva ressenya afirmant que la producció sencera de la pel·lícula va ser "una malversació de proporcions emblemàtiques". El crític de New York David Denby va descriure la pel·lícula com "una versió infinitament degradada de Satiricó de Fellini." Tom Milne (Monthly Film Bulletin) va afirmar que la pel·lícula "no era de cap manera tan increïblement dolenta com la majoria dels crítics s'han complagut informar, però bastant dolenta de totes maneres" i va trobar que la pel·lícula era "notable sobretot per la precisió amb què reflecteix aquesta anonimicitat."
Caligula va continuar tenint una acollida negativa molt després del seu llançament. Ha estat revalorat per alguns crítics; el conjunt de ressenyes Rotten Tomatoes dona a la pel·lícula una puntuació negativa del 23% basada en 30 crítiques, amb una valoració mitjana de 3,06/10. El consens crític del lloc diu: "Infinitament perversa i indulgent, Caligula introdueix sexe hardcore cada vegada que la trama amenaça de ser interessant". Leslie Halliwell va dir que Caligula era "una vil curiositat d'interès principalment per als sadomasoquistes". Time Out London la va titllar de "desordre avorrit". La crítica positiva a la pel·lícula va venir del crític de Moviehole Clint Morris, que li va atorgar 3 estrelles sobre 5, anomenant-la " [un] clàssic en el sentit més genial de la paraula". El crític de New Times Gregory Weinkauf va donar a la pel·lícula un 3 sobre 5, anomenant-la "Una mica ximple i hortera, però almenys és una pel·lícula real". El crític d' Arkansas Democrat-Gazette Philip Martin també va donar a la pel·lícula 3 o ut de 5.
Escriptors per The Hamilton Spectator i St. Louis Post-Dispatch van dir que Caligula era una de les pitjors pel·lícules que havien vist. Escrivint per The A.V. Club, Keith Phipps va dir: "Com un matrimoni únic de l'èpica històrica i la pel·lícula porno ... Caligula mereix una ullada. Però potser seria millor deixar que la bogeria salvatgement desagradable de Guccione s'esvaeixi en el segle que la va generar".
Caligula ha estat descrita com un "clàssic de culte" per William Hawes en un llibre sobre la pel·lícula. Helen Mirren ha defensat la seva implicació amb el producte final de la pel·lícula i fins i tot va descriure Caligula com "una barreja irresistible d'art i genitals". El 2005, l'artista Francesco Vezzoli va produir un tràiler fals d'un suposat remake anomenat Gore Vidal's Caligula com a promoció de la nova línia d'accessoris de Versace; el remake va ser protagonitzat per Helen Mirren com "l'emperadriu Tiberi", Gerard Butler com a Quèrees, Milla Jovovich com a Drusil·la, Courtney Love com a Calígula i Karen Black com a Agripina la gran i amb una introducció de Gore Vidal. El tràiler fals es va projectar arreu del món, inclosa la Whitney Biennial 2006 del Whitney Museum of American Art de la ciutat de Nova York. Leonardo DiCaprio ha citat la pel·lícula com una influència en la seva interpretació com a Jordan Belfort a The Wolf of Wall Street.

## Intents de reconstrucció
El 2007, Caligula es va publicar en DVD i Blu-ray en una "edició imperial", que presentava la versió d'estrena sense classificació i una nova versió amb una seqüenciació alternativa de l'estrena original i sense el contingut sexual explícit rodat per Guccione, marcant el primer intent de reconstruir la pel·lícula en una versió més propera a les intencions de Brass. Aquesta edició també inclou comentaris d'àudio amb Malcolm McDowell i Helen Mirren, i entrevistes amb el repartiment i l'equip.
El febrer de 2018, Penthouse va anunciar que Alexander Tuschinski estava editant un nou tall de la pel·lícula. Tuschinski utilitzarà 85 minuts de la impressió original de Brass i editarà ell mateix la resta de la pel·lícula. La família de Brass dona suport a l'esforç de Tuschinski, però encara no es confirma si Brass participarà directament en l'edició. Tanmateix, l'edició és un intent de fer realitat la visió original de Brass per la pel·lícula.
El juliol de 2018, Alexander Tuschinski va publicar el seu documental Mission: Caligula a Vimeo. La pel·lícula explora la seva relació amb Caligula, el procés de reconstrucció de la visió de Brass i el suport del CEO de Penthouse, Kelly Holland, al projecte.
El 2020, es va anunciar que s'estrenarà una altra versió de la pel·lícula a la tardor d'aquell any, editada per E. Elias Merhige per seguir més de prop el guió original de Gore Vidal en comptes de la visió de Tinto Brass o Bob Guccione.